# Wade Barrett (soccer)
Wade Barrett, est un joueur puis entraîneur américain de soccer, né le 23 juin 1976 à Virginia Beach, dans l'État de Virginie.

## Biographie

### Carrière en club
Après son cursus universitaire, Wade Barrett est repêché à la 12e place par le Clash de San José. Peu avant le début de la saison 1998, il est prêté quelques jours aux Seals de San Francisco qui évoluent en A-League où il joue une seule rencontre.
À la fin de la saison 2002, il s'engage avec l'AGF Aarhus, en Ligaen. Il dispute peu de rencontre dans le championnat danois. En juillet 2004, il est prêté au Fredrikstad FK en Tippeligaen, pour retrouver du temps de jeu.
En janvier 2005, il fait son retour aux Earthquakes de San José, devient leur nouveau capitaine pour la saison 2005. À la fin de la saison, il rejoint une nouvelle franchise le Dynamo de Houston et sera le capitaine du Dynamo de 2006 à 2009. À la fin de la saison 2009, il annonce la fin de sa carrière sportive après dix saisons en MLS. 
Au cours de sa carrière de joueur, Wade Barrett dispute notamment 241 matchs en MLS, pour six buts inscrits,.

### Carrière internationale
Wade Barrett compte deux sélections avec l'équipe des États-Unis entre 2002 et 2007.
Il est convoqué pour la première fois en équipe des États-Unis par le sélectionneur national Bruce Arena, pour un match amical contre le Salvador le 17 novembre 2002. Le match se solde par une victoire 2-0 des Américains. 
Le 28 octobre 2005, il est convoqué pour un match des éliminatoires de la Coupe du monde de 2006 contre le Costa Rica, mais à la suite d'une blessure, il doit déclarer forfait.
En mars 2007, il est convoqué pour deux matchs amicaux contre l'Équateur et le Guatemala. 
Il reçoit sa dernière sélection le 28 mars 2007 contre le Guatemala, lors d'un match amical. La rencontre se solde par un score nul et vierge (0-0).

### Carrière d'entraîneur
Wade Barrett effectue sa reconversion au sein du Dynamo de Houston. Il devient l'entraîneur adjoint de Dominic Kinnear en 2010 puis d'Owen Coyle en 2014. 
Le 28 mai 2016, après le départ d'Owen Coyle, il est nommé entraîneur par intérim du Dynamo de Houston. Il restera à ce poste jusqu'au 26 octobre 2016.

## Palmarès

### En club
- Avec les San Jose Earthquakes
  - Vainqueur de la Coupe MLS en 2001
  - Vainqueur de la MLS Supporters' Shield en 2005

- Avec le Houston Dynamo
  - Vainqueur de la Coupe MLS en 2006 et 2007

### Distinctions personnelles
- MLS Best XI en 2002

## Statistiques
| Saison                | Club                       | Championnat           | Championnat | Championnat | Championnat | Coupe(s) nationale(s) | Coupe(s) nationale(s) | Coupe(s) nationale(s) | Compétition(s) continentale(s) | Compétition(s) continentale(s) | Compétition(s) continentale(s) | Compétition(s) continentale(s) | Séries | Séries | Séries | États-Unis | États-Unis | États-Unis | Total | Total | Total |
| Saison                | Club                       | Division              | M.          | B.          | P.d.        | M.                    | B.                    | P.d.                  | Comp.                          | M.                             | B.                             | P.d.                           | M.     | B.     | P.d.   | M.         | B.         | P.d.       | M.    | B.    | P.d.  |
| 1998                  | San Jose Clash             | MLS                   | 26          | 2           | 2           | 1                     | 0                     | 0                     | -                              | -                              | -                              | -                              | -      | -      | -      | -          | -          | -          | 27    | 2     | 2     |
| 1998                  | San Francisco Seals (prêt) | A-League              | 1           | 0           | 0           | -                     | -                     | -                     | -                              | -                              | -                              | -                              | -      | -      | -      | -          | -          | -          | 1     | 0     | 0     |
| 1999                  | San Jose Clash             | MLS                   | 31          | 1           | 8           | -                     | -                     | -                     | -                              | -                              | -                              | -                              | -      | -      | -      | -          | -          | -          | 31    | 1     | 8     |
| 2000                  | San Jose Earthquakes       | MLS                   | 3           | 0           | 0           | -                     | -                     | -                     | -                              | -                              | -                              | -                              | -      | -      | -      | -          | -          | -          | 3     | 0     | 0     |
| 2001                  | San Jose Earthquakes       | MLS                   | 24          | 1           | 6           | 2                     | 0                     | 1                     | -                              | -                              | -                              | -                              | 6      | 0      | 3      | -          | -          | -          | 32    | 1     | 10    |
| 2002                  | San Jose Earthquakes       | MLS                   | 22          | 1           | 6           | 2                     | 0                     | 0                     | CCC                            | 4                              | 0                              | 0                              | 2      | 0      | 1      | 1          | 0          | 0          | 31    | 1     | 7     |
| 2002-2003             | AGF Aarhus                 | Ligaen                | 12          | 0           | -           | -                     | -                     | -                     | -                              | -                              | -                              | -                              | -      | -      | -      | -          | -          | -          | 12    | 0     | 0     |
| 2003-2004             | AGF Aarhus                 | Ligaen                | 19          | 0           | -           | -                     | -                     | -                     | -                              | -                              | -                              | -                              | -      | -      | -      | -          | -          | -          | 19    | 0     | 0     |
| 2004                  | Fredrikstad FK (prêt)      | Tippeligaen           | 8           | 0           | 0           | -                     | -                     | -                     | -                              | -                              | -                              | -                              | -      | -      | -      | -          | -          | -          | 8     | 0     | 0     |
| 2005                  | San Jose Earthquakes       | MLS                   | 30          | 1           | 2           | 2                     | 1                     | 0                     | -                              | -                              | -                              | -                              | 2      | 0      | 0      | -          | -          | -          | 34    | 2     | 2     |
| 2006                  | Houston Dynamo             | MLS                   | 31          | 0           | 3           | 3                     | 0                     | 0                     | -                              | -                              | -                              | -                              | 4      | 0      | 0      | -          | -          | -          | 38    | 0     | 3     |
| 2007                  | Houston Dynamo             | MLS                   | 30          | 0           | 2           | -                     | -                     | -                     | CCC+SL                         | 4+4                            | 0                              | 0                              | 4      | 0      | 0      | 1          | 0          | 0          | 43    | 0     | 2     |
| 2008                  | Houston Dynamo             | MLS                   | 26          | 0           | 0           | -                     | -                     | -                     | CCC+SL+LCC                     | 4+5+4                          | 0+0+0                          | 0+1+0                          | 2      | 0      | 0      | -          | -          | -          | 41    | 0     | 1     |
| 2009                  | Houston Dynamo             | MLS                   | 12          | 0           | 0           | -                     | -                     | -                     | LCC+LCC                        | 2+4                            | 0                              | 0                              | 1      | 0      | 0      | -          | -          | -          | 19    | 0     | 0     |
| Total sur la carrière | Total sur la carrière      | Total sur la carrière | 280         | 6           | 29          | 10                    | 1                     | 1                     | -                              | 31                             | 0                              | 1                              | 21     | 0      | 4      | 2          | 0          | 0          | 344   | 7     | 35    |